# 서울청파초등학교
서울청파초등학교(서울靑坡初等學校)는 대한민국 서울특별시 용산구 청파동2가에 있는 공립 초등학교이다.

## 연혁
- 1943년 1월 20일 : 경성서공덕공립국민학교로 개교
- 1946년 4월 1일 : 덕창국민학교로 개칭
- 1947년 6월 1일 : 서울청파국민학교로 개칭
- 1974년 3월 1일 : 효창국민학교[2] 폐교[3]로 학생 860명 수용
- 1996년 3월 1일 : 서울청파초등학교로 개칭
- 2023년 1월 20일 : 개교 80주년

## 참고 자료
- 서울청파초등학교 - 한국교육학술정보원 학교알리미